# Fejtetői szem

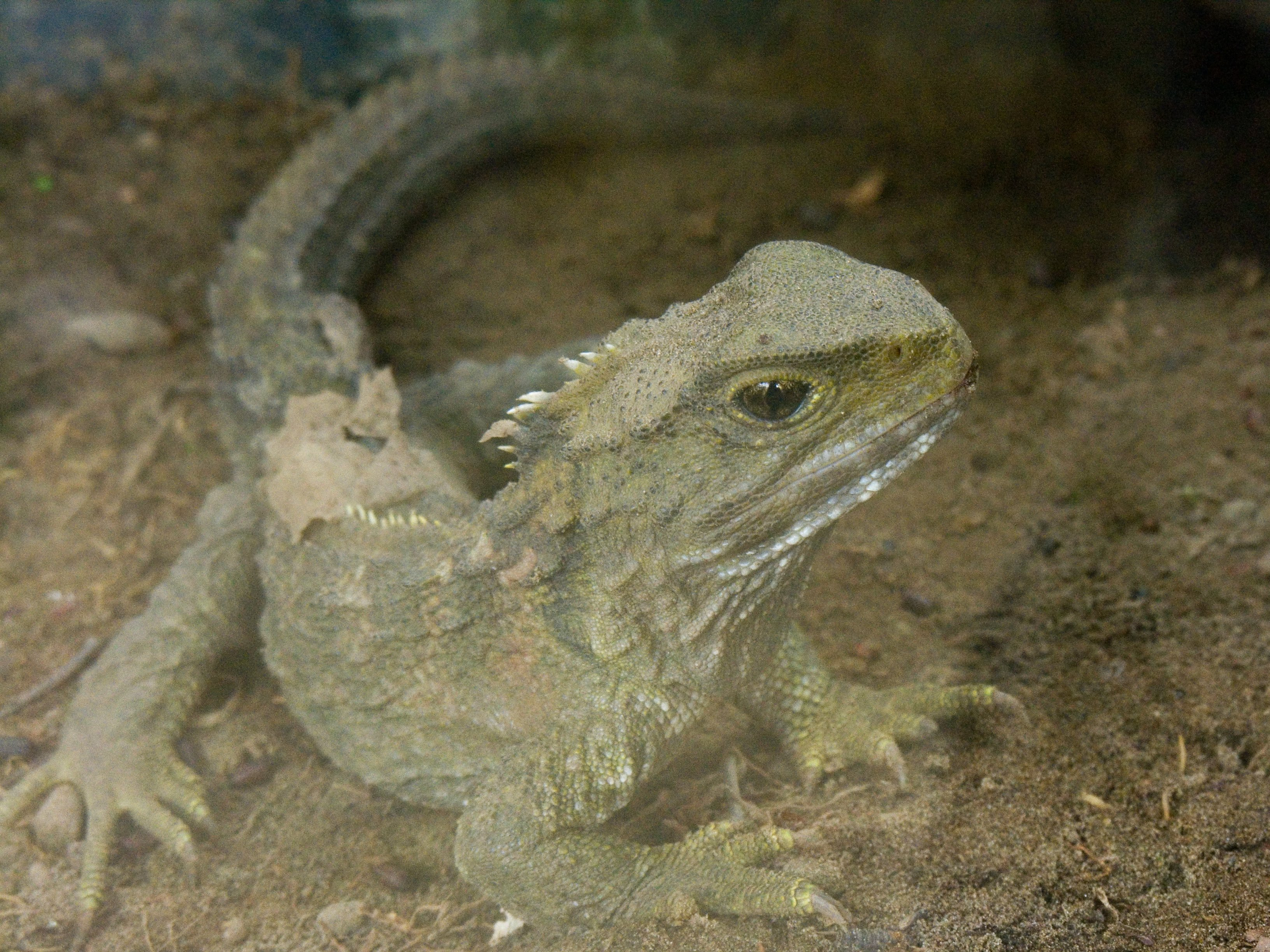
Tuatara vagy hidasgyík

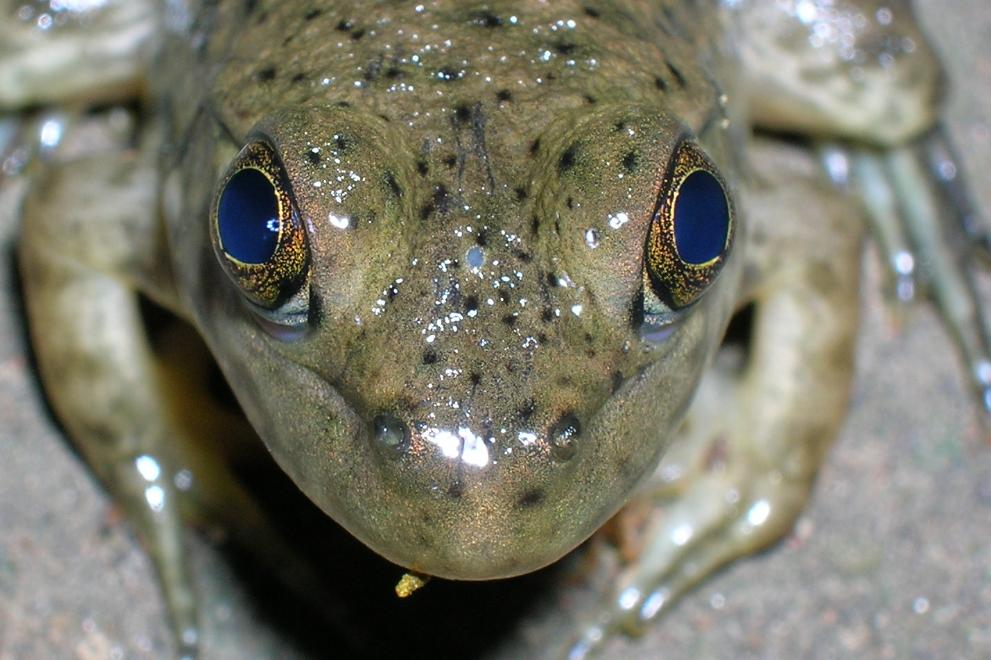
A fejtetői szem a szemek között egy fiatal ökörbéka (Rana catesbeiana) fején (kis világoskék folt)

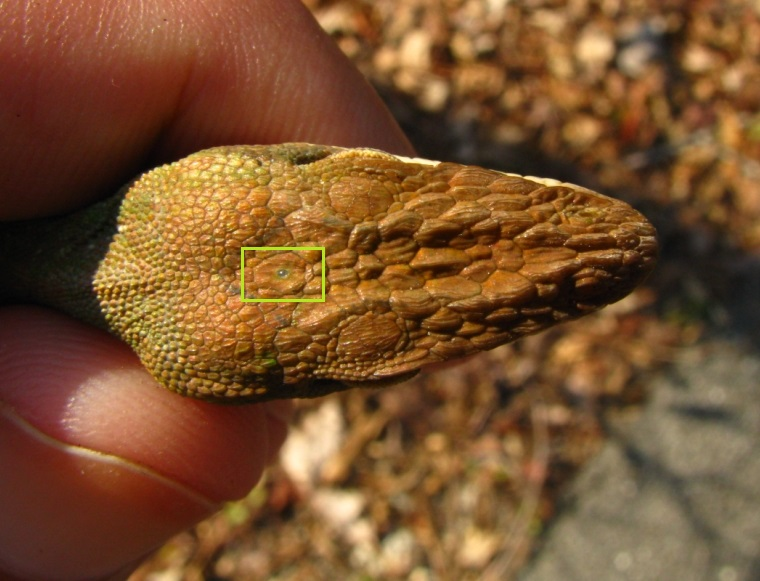
Kifejlett anolisz-gyík (Anolis carolinensis) fejtetői szeme (a szemek mögött, hátrafelé)

A fejtetői szem, vagy harmadik szem, az epithalamus része, számos ősi származású állatnál megfigyelhető. A fejtetői szem két nagyobb részre osztható: magára a tobozmirigyre (pineal organ vagy pineal gland (ang.), corpus pineale (lat.)), ami endokrin (hormontermelő) szerv és a szűkebb értelemben vett fejtetői szemre (parietal organ (ang.)), ami fényérzékelő szerv. Maga a fényérzékelő szervrész a törzsfejlődés során elcsökevényesedett.

## Kialakulása
A fejtetői szerv kialakulása még a vízi fejlődéstörténeti stádiumban történt, eredetileg a vízfelszín iránya, illetve a látómezőből kieső fejtetői irányban elmozduló objektumok észrevétele céljából alakulhatott ki a szerv. A szárazföldre lépés idején az első kétéltűeket mai tudásunk szerint nem fenyegették levegőből lecsapó ragadozók (bár egyes szitakötők szárnyfesztávolsága karhossznyi volt), inkább a diurnális ciklus szabályozását szolgálta. A hüllők kialakulása után fontossága újra megnőtt, mivel a hüllők változó testhőmérsékletük szabályozása miatt erősen függnek az infravörös sugárzástól. A modern hüllők többsége is megőrizte a szervet, kivételt képeznek pl. a kígyók, mivel őseik föld alatti járatokban fejlődtek ki. Az emlősöknél és madaraknál a fejtetői szervből csak a neurohormonális komponens maradt meg, mélyen a koponyacsont alá süllyedve, ennek maradványa a tobozmirigy, amely még mindig az alvási ciklusokat szabályozza. Már egyes hüllőcsoportoknál (például a pikkelyes hüllőknél) is megfigyelhető, hogy a fiatal állatnál még szabadon lévő fényérzékelő szervet felnőtt korban betakarják a pikkelyek.

## Származása
Származás szempontjából a szemekhez hasonlóan az agyhólyag thalamikus területének kiboltosulásából képződött. A hidasgyík esetében például még felismerhető egy látóhártya-szerű képlet szemlencsével. Emberi megfelelője a tobozmirigy, mely a humán agyban már nagy mélységbe süllyedt eredeti helyzetéhez képest, mivel a neoformációk betakarták ezt a képletet az idők folyamán. Ha elfogadjuk az evolúciós analógiát az emberi retinával, akkor feltételezhetően a retina 1 receptor + 3 idegsejt rétegéhez hasonlóan az eredeti fejtetői szem is egy fotoreceptor és néhány idegsejt részre oszlott. A tobozmirigy azonban nem egyszerűen leegyszerűsödött retina.  Az idegsejt-réteg a szemmel ellentétben (rendeltetéséből következően) neuroendokrin, neurohormonális szerepet is betöltött, ami utóbb a szerv redukciója következtében megmaradt fő funkciónak.
A tuatara (hidasgyík), az ingola, számos gyík (pl. leguánfélék), békák vagy az afrikai harcsa esetében szabad szemmel is jól megfigyelhető képlet. Szövettanilag hasonlóságot mutat a szem recehártyáját felépítő sejtekkel (retina), szerepe eredetileg a megvilágítási-évszaki kondíciók érzékelése lehetett. Ezen funkció maradványa lehet az, hogy az emberi tobozmirigy melatonintermelése évszaki ingadozásokat mutat, s kapcsolatban áll közvetett úton a látókéreggel. Ez a kapcsolat feltehetően azóta alakulhatott ki, mióta a tobozmirigy elvesztette fényérzékelő szerepét az ember esetében.